# Megachile montivaga
Megachile montivaga är en biart som beskrevs av Cresson 1878. Megachile montivaga ingår i släktet tapetserarbin, och familjen buksamlarbin. Inga underarter finns listade i Catalogue of Life.